# المساعدة الأمنية الأمريكية للسلطة الوطنية الفلسطينية
قدمت الولايات المتحدة المساعدة الأمنية [الإنجليزية] للسلطة الوطنية الفلسطينية منذ منتصف التسعينيات. بعد أن شكلت اتفاقات أوسلو السلطة الوطنية الفلسطينية، قدمت الولايات المتحدة المساعدة على أساس مخصص، في كثير من الأحيان سرًا في البداية. منذ عام 2005، قدمت وزارة الخارجية الأمريكية مساعدة مالية وشخصية مباشرة لأجهزة الأمن الفلسطينية عندما أنشأت مكتب منسق الأمن الأمريكي (USSC) لإسرائيل والأراضي الفلسطينية من خلال مكتب شؤون المخدرات الدولية وإنفاذ القانون. [الإنجليزية] (INL). في عام 2007، بدأ فريق مكتب منسق الأمن الأمريكي تدريب بعض قوات الأمن التابعة للسلطة الفلسطينية (PASF) بما في ذلك قوات الأمن الوطني الفلسطيني (NSF) والحرس الرئاسي الفلسطيني بهدف تدريب وتجهيز 10 كتائب من قوات الأمن الوطني بحلول نهاية عام 2010. على مدار العام، توسعت المساعدة الأمنية الأمريكية للسلطة الفلسطينية وحظيت بإشادة وانتقادات من مجموعات أمريكية وفلسطينية وإسرائيلية.

## ملخص

### عهد عرفات (1993 – 2000)

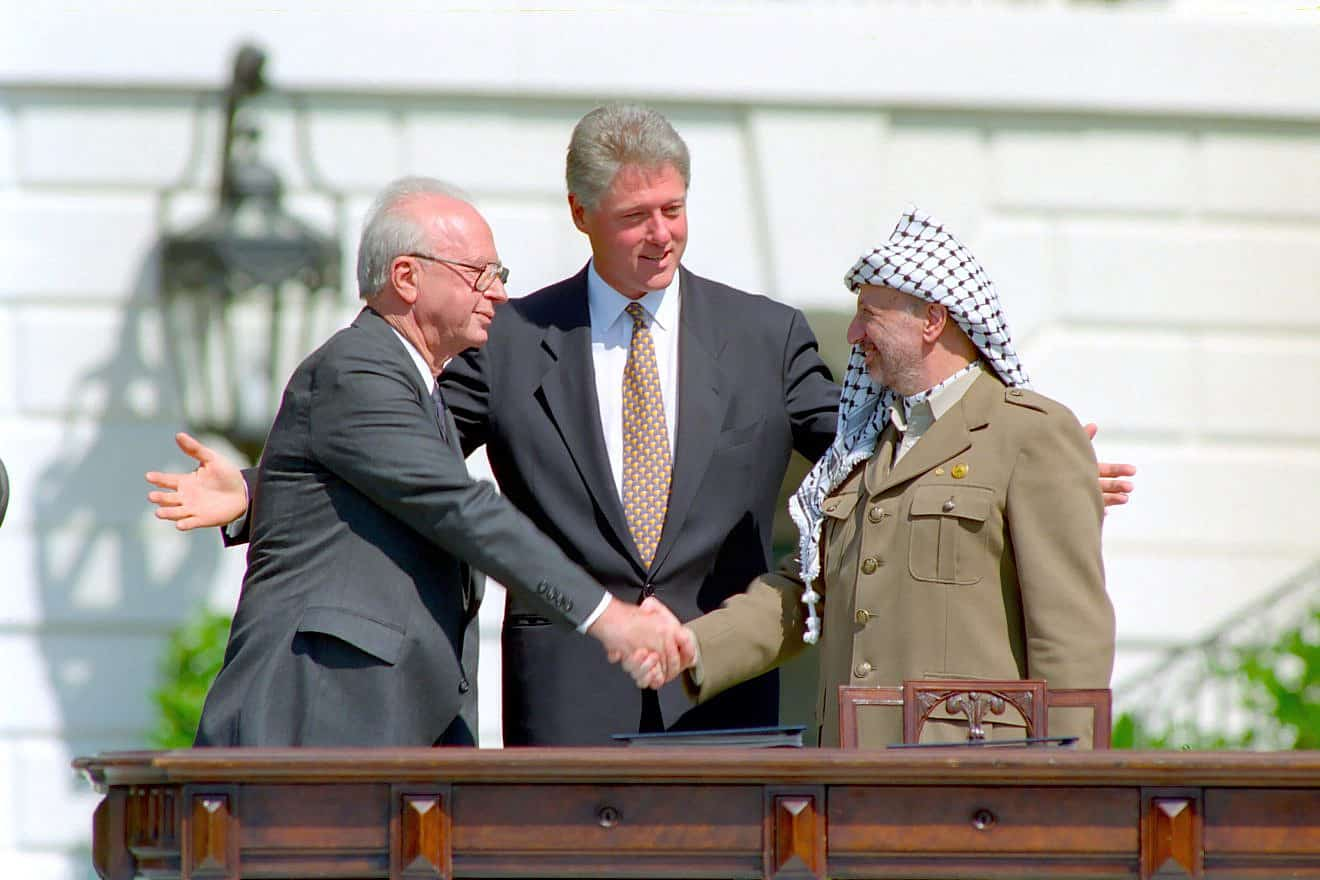
إسحاق رابين وبيل كلينتون وياسر عرفات في حفل توقيع اتفاقيات أوسلو في 13 سبتمبر 1993

بدأت المساعدة الأمريكية لقطاع الأمن علناً في ختام اتفاقية أوسلو، من خلال مساعدة منظمة التحرير الفلسطينية للشرطة الفلسطينية تحت سلطة رئيس منظمة التحرير الفلسطينية ياسر عرفات. بينما طلب عرفات مساعدة المانحين الدوليين لقوات الشرطة في أوائل عام 1993، لم يحدث تنسيق كبير قبل نشر الشرطة الفلسطينية في غزة وأريحا في عام 1994. وفقًا للباحث النرويجي برينجار ليا [الإنجليزية]، في كتابه «بناء شرطة عرفات: سياسة المساعدة الدولية للشرطة في الأراضي الفلسطينية بعد اتفاقية أوسلو»، كان المجتمع الدولي، وخاصة الاتحاد الأوروبي والولايات المتحدة، على خلاف بشأن الوسائل المناسبة التي يمكن من خلالها تسهيل مساعدات المانحين للسلطة الفلسطينية المنشأة حديثًا. بالإضافة إلى ذلك، كانت معدات الشرطة والتدريب والموارد ذات أهمية قصوى بالنسبة لمنظمة التحرير الفلسطينية وعرفات على الرغم من أن المخاوف بشأن عدم كفايتها، لم يؤكد الفاعلون الدوليون على هذا العنصر في جهودهم الشاملة لدعم اتفاقيات أوسلو. يجادل ليا بأن هذا ما كان في الغالب لأن العديد من الدول المانحة لديها بالفعل برامج مساعدة ثنائية سرية لقطاع الأمن لا علاقة لها بهياكل التبرعات الدولية الجديدة، وأيضًا لأن منظمة التحرير الفلسطينية لم تنقل طلباتها بنجاح إلى المانحين الغربيين الذين يفتقرون إلى الثقة في أن منظمة التحرير الفلسطينية ستنسق المساعدات الأمنية بما يرضي المانحين.
في كانون الأول (ديسمبر) 1993، عُقد أمؤتمر المانحين الأول للشرطة الفلسطينية في أوسلو بالنرويج، بدعوة من 14 دولة مانحة بالإضافة إلى الاتحاد الأوروبي والولايات المتحدة والبنك الدولي ومنظمة التحرير الفلسطينية وإسرائيل. وكانت مصر والأردن هما الدولتان العربيتان الوحيدتان اللتان حضرتا المؤتمر، وكانتا تدعمان بشكل مستقل بالفعل تدريب بضعة آلاف من رجال الشرطة الفلسطينية على أراضيهم. لم يسفر هذا المؤتمر عن عروض مساعدة كبيرة لقطاع الأمن. دعت النرويج إلى عقد اجتماع طارئ للجهات المانحة للشرطة الفلسطينية في 24 مارس 2004 مع إشعار قبل يومين فقط لمناقشة الانتشار الوشيك للشرطة الفلسطينية في الخليل وغزة وأريحا بالتزامن مع تسوية جديدة توصلت إليها منظمة التحرير الفلسطينية وإسرائيل. يفترض ليا أن "السبب الكامن وراء ذلك كان على الأرجح سياسة الولايات المتحدة لتخصيص المساعدات الدولية لدعم عملية المفاوضات السياسية.... "  ضم المؤتمر 73 مشاركًا رسميًا من 21 دولة بالإضافة إلى الأمم المتحدة والاتحاد الأوروبي والبنك الدولي ومنظمة التحرير الفلسطينية وإسرائيل مع وجود أمريكي رفيع المستوى بما في ذلك المبعوث الخاص دنيس روس ومسؤولين أمريكيين كبار آخرين. مرة أخرى، لم تكن تعهدات الدعم محددة.
بصرف النظر عن مناقشات قطاع الأمن والشرطة الرسمية، كانت الولايات المتحدة تقوم ببعض التدريب المستقل وتبرعات بالمعدات، على الرغم من أن البرامج - التي نظمتها بشكل أساسي وكالة الاستخبارات المركزية (CIA) - لم تُفَصل بشكل صريح للمجتمع الدولي. تكتب ليا أن الاتصالات السرية والتعاون في مكافحة الإرهاب بين منظمة التحرير الفلسطينية ووكالة المخابرات المركزية كانا مستمرين في السبعينيات وطوال الحرب الأهلية اللبنانية في الثمانينيات ولكن لم يتم تفضيلهما في إدارتي ريغان وبوش. بعد اتفاقيات أوسلو، أحيت إدارة كلينتون العلاقات السرية والتدريب الاستخباري. في يناير 1994 أفادت مصادر إعلامية أن مسؤولي منظمة التحرير الفلسطينية وحراسها الشخصيين كانوا يسافرون إلى الولايات المتحدة لتلقي التدريب نتيجة لاتفاق بين عرفات ووزير الخارجية الأمريكي وارن كريستوفر. علنًا، كانت الولايات المتحدة مترددة فيما يتعلق بدعم أنشطة الشرطة وقطاع الأمن. زادت اتفاقية غزة - أريحا الموقعة بين منظمة التحرير الفلسطينية وإسرائيل في 4 مايو 1994 من اهتمام الولايات المتحدة بتنسيق الجهود الدولية العامة لتمويل شرطة منظمة التحرير الفلسطينية التي كان من المقرر أن تنتشر في غزة وأريحا. في اليوم التالي لتوقيع المعاهدة، أعلنت الولايات المتحدة عن منحة بقيمة 5 ملايين دولار لشرطة منظمة التحرير الفلسطينية وعملوا على تشجيع الدول الأخرى على التبرع بأموال مرنة لنفس الغرض.
نبعت مخاوف أمريكية مبكرة بشأن استخدام أموال قطاع الأمن التابعة للسلطة الفلسطينية مما اعتبروه توجهاً عسكرياً للقوات بدلاً من الشرطة المدنية ومن حذرهم من ولاء القوات - كانت القوات تتألف في الغالب من أفراد الأمن الشخصي لعرفات وأعضاء من جيش التحرير الفلسطيني - أثر على قرار السياسة الأمريكية بتخفيف الجهود الدولية المبكرة لتمويل شرطة السلطة الفلسطينية. ومع ذلك، يعتقد أن تصاعد العنف في عام 1996 قد عجل بتمويل إدارة كلينتون الأمني السري المعزز والمساعدة لعرفات لمحاربة جماعات مثل حماس. في مقالها في 13 نوفمبر 2000 في صحيفة نيويورك تايمز، حددت إيلين سيولينو [الإنجليزية] أربع سنوات من البرمجة السرية التي قامت بها وكالة المخابرات المركزية من 1996 إلى 2000 بمشاركة على أعلى المستويات، بما في ذلك عمل المدير جورج تينيت. كتبت:
ظهرت وكالة المخابرات المركزية لأول مرة في مركز الصدارة في جهود السلام في أوائل عام 1996، بعد موجة تفجيرات حماس في إسرائيل. التقى تينيت، الذي كان آنذاك نائب مدير المخابرات المركزية، بنظيريه الإسرائيلي والفلسطيني للمرة الأولى، كما يقول مسؤولون أميركيون حاليون وسابقون.

 وقال المسؤولون بعد ذلك بوقت قصير، وقع السيد كلينتون على أمر رئاسي بإنشاء برنامج سري لتوفير عشرات الملايين من الدولارات لزيادة الكفاءة المهنية لأجهزة الأمن الفلسطينية والمساعدة في مكافحة الإرهاب.
أرسلت وكالة المخابرات المركزية عملاء لتدريب الفلسطينيين على تقنيات التحقيق وتنظيم ملفاتهم. وأُغرق الفلسطينيين بأجهزة اتصالات لاسلكية وأجهزة أشعة سينية متطورة، وماسحات للكشف عن القنابل، وأجهزة كمبيوتر، وعربات ومعدات أخرى.

ووفقًا لسيولينو أيضًا، فإن مشاركة وكالة المخابرات المركزية في عملية السلام قد ازدادت بموجب مذكرة واي ريفر في 23 أكتوبر 1998 لتُهمش مع بداية الانتفاضة الثانية في عام 2000. وتذكر في نفس المقال أنه طُلب من تينيت توجيه نداء مباشر إلى عرفات لتشجيع رئيس السلطة الفلسطينية على قبول شروط قمة كامب ديفيد في يوليو / تموز 2000، لكنه لم ينجح.

### الانتفاضة الثانية (2000 – 2004)
في سبتمبر 2000، اندلعت الانتفاضة الثانية بعد فشل محادثات السلام في قمة كامب ديفيد. ساهم الارتفاع الحاد في أعمال العنف التي تورطت فيها قوات الأمن التابعة للسلطة الفلسطينية والجنود والمدنيين الإسرائيليين خلال هذه الفترة، سواء كانت أعمال مقاومة أو تشددًا، في وقف التعاون الأمني بين إسرائيل وفلسطين على الرغم من محاولة الولايات المتحدة إعادة العلاقات. أعادت القوات الإسرائيلية احتلال مناطق كانت خاضعة سابقاً لسيطرة السلطة الفلسطينية، وأضافت المئات من حواجز الطرق ونقاط التفتيش في جميع أنحاء المناطق، وبدأت في بناء جدار مثير للجدل على طول الضفة الغربية، وهو ما بررته إسرائيل كإجراء أمني ضروري لكن وصفه الفلسطينيون بأنه محاولة لانتزاع أراضيهم. بالإضافة إلى ذلك، خلال الانتفاضة، دمرت إسرائيل معظم البنية التحتية الأمنية للسلطة الفلسطينية بما في ذلك مباني الوزارات والثكنات والمرافق الأخرى. وبحسب ما ورد استمرت المساعدة السرية الأمريكية لأجهزة المخابرات الفلسطينية في أعمال مكافحة الإرهاب طوال الانتفاضة،  على الرغم من حجب جميع المساعدات الأمنية الدولية العامة عن السلطة الفلسطينية أثناء القتال.

### اتفاقية خارطة الطريق (2004 – 2006)
بعد خارطة الطريق لاتفاقية السلام (خارطة الطريق) التي رتبتها إدارة الرئيس جورج دبليو بوش، أشرفت وزيرة الخارجية الأمريكية كوندوليزا رايس على تشكيل فريق منسق الأمن الأمريكي (USSC) بهدف مساعدة رئيس السلطة الفلسطينية الجديد محمود عباس في إصلاح قطاع الأمن الفلسطيني. في مارس 2005، أُرسلت بعثة وارد، برئاسة الفريق كيب وارد إلى تل أبيب. كُلفت هذه الوكالة الجديدة بالإشراف على قطاع الأمن الفلسطيني وتقديم المشورة له، وذكر مجلس الأمن الأمريكي أن الولايات المتحدة ستعتبر أن مجلس الأمن هو القناة الوحيدة للمساعدة الأمنية الدولية للسلطة الفلسطينية. اختار مكتب الأمن والتعاون في الولايات المتحدة إجراء تقييم للاحتياجات بمساعدة طرف ثالث من المنظمات غير الحكومية الأمريكية، والمعروفة باسم مبادرة التقييمات الاستراتيجية. ثم أنشأت المبادرة المجموعة الدولية للمساعدة على الانتقال (ITAG) للإشراف على التقييم. كان يدير المجموعة جارات شوبرا وكان لديه العديد من المستشارين الدوليين من ذوي الخبرة الكبيرة مع الحكومة الفلسطينية ومنظمة التحرير الفلسطينية. شُكل فريق التخطيط الأمني الانتقالي الفلسطيني الدولي (TSPT) في نيسان (أبريل) 2005 كجهد مشترك بين وزير الداخلية في السلطة الفلسطينية اللواء ناصر يوسف، والفريق كيب وارد. وكان على رأس الجانب الفلسطيني اللواء جمال أبو زايد الذي كان في ذلك الوقت مساعدا لوزير الداخلية. كان معظم الخبراء الدوليين أيضًا جزءًا من المجموعة. كان الغرض الأساسي من فريق تخطيط أمني انتقالي فلسطيني دولي هو التركيز على خطة فك الارتباط الإسرائيلية أحادية الجانب من غزة، والعمل على تقييم قدرة قوات السلطة الفلسطينية على تولي المهام الأمنية في غزة وتنسيق القضايا الأمنية مع إسرائيل. عقدت عشرة اجتماعات في منتصف عام 2005، ولكن كان هناك خلاف كبير في يوليو 2005 بعد تسريب تقرير مبادرة التقييم الأمني حول نتائج تقييم المجموعة الدولية للمساعدة على الانتقال ومن ثم نشره رسميًا. هذا التقرير: "اعتبارات التخطيط للمشاركة الدولية في قطاع الأمن الفلسطيني" كانت محرجة للممثلين الفلسطينيين في فريق التخطيط الأمني الانتقالي الفلسطيني بسبب انتقادها للجنرال يوسف وتأكيدها على الفساد وعدم الإصلاح في قطاع الأمن الفلسطيني. في النهاية، أنهى الفريق وارد العلاقات مع مبادرة التقييمات الاستراتيجية والمجموعة الدولية للمساعدة على الانتقال بعد فك الارتباط الإسرائيلي.

### الصراع بين فتح وحماس (2006 – 2007)
لم يمض وقت طويل بعد أن أعادت الولايات المتحدة تقديم المساعدة الأمنية العامة للسلطة الفلسطينية، عُين كيث دايتون لتولي مهمة مجلس الأمن الأمريكي، في يناير 2006، منحت الانتخابات البرلمانية للسلطة الفلسطينية حماس أغلبية المقاعد في المجلس التشريعي الفلسطيني، الذي كان يهيمن عليه سابقًا حركة فتح. نظرًا لأن حكومة الولايات المتحدة تعتبر حماس منظمة إرهابية أجنبية [الإنجليزية]، فمن غير القانوني استخدام الأموال الأمريكية لدعمها حتى كجزء من منظمة أوسع مثل السلطة الفلسطينية. على الرغم من أن الانتخابات كانت مدعومة في الأصل من حكومة الولايات المتحدة، إلا أن الولايات المتحدة شجعت الرئيس عباس على الاحتفاظ بالسيطرة على الحكومة من خلال تعزيز سلطته. ساهمت الولايات المتحدة في ذلك من خلال تحويل الأموال للمساعدة الأمنية مباشرة إلى عباس وفتح وليس من خلال السلطة الفلسطينية. كان الحرس الرئاسي، وهو قوات الأمن لحماية الرئيس عباس، المتلقين الأساسيين للدعم الأمريكي.

كانت خطوة دعم فصيل واحد في السلطة الفلسطينية مثيرة للجدل. وصف مقال إخباري من صحيفة كريستيان ساينس مونيتور في مايو 2007 التوتر على النحو التالي::
تضع هذه السياسة الولايات المتحدة وإسرائيل على مسار غير عادي للغاية في تاريخ الصراع الفلسطيني الإسرائيلي: دعم من أربعة نواحٍ لفتح لاحتواء، إن لم يكن هزيمة، القوة المتنامية لحركة حماس، التي فازت في انتخابات السلطة الفلسطينية الأخيرة.
لكن ما إذا كانت الجهود ستنجح أمر غير مؤكد، ويقول بعض المحللين إن هناك مخاطر على هذا المسار، وعلى رأسها احتمال تأجيج الصراع الفلسطيني الداخلي، مما يؤدي إلى يأس أعمق في الأراضي المحتلة وجعل السلطة الفلسطينية أقل قدرة على جعل التنازلات حول السلام مع إسرائيل مما هي عليه اليوم.

بحسب الفريق دايتون، ركز مجلس الأمن الأمريكي بعد الانتخابات على التنسيق بين الجهات الفاعلة الدولية لتعزيز اقتصاد غزة من خلال تدريب قوات الحرس الرئاسي للسلطة الفلسطينية للإشراف على المعابر الحدودية. وبكلمات دايتون: «لأن الحرس الرئاسي كان يتبع الرئيس عباس مباشرة ولم يتأثر بحركة حماس، فقد اعتبروا منخرطين في اللعبة». ومضى دايتون في حديثه ليشير إلى أن «جميع القوى الأمنية الأخرى عانت كثيراً من إهمال حماس وعدم دفع الأجور والاضطهاد، بينما واصلت حماس تشكيل قواتها الأمنية بدعم كبير من إيران ومن سوريا». بعد أن حظر عباس قوة حماس، ووقعت عدة حوادث عنف بين فتح وحماس واغتيالات عديدة على الجانبين على مدار الشهر. اتفق الطرفان لتجنب الحرب الأهلية، فيما أصبح يعرف باتفاق مكة، على تشكيل حكومة وحدة وطنية، لكن حكومة الوحدة هذه لم تحظ بموافقة المجتمع الدولي، الذي واصل دعم قوات فتح وعباس حصريًا. لاحظ الدبلوماسي البيروفي الفارو دي سوتو، الذي عمل مبعوثًا للأمم المتحدة إلى اللجنة الرباعية، في عام 2007 عندما استقال من منصبه، أن الولايات المتحدة تعارض بنشاط المصالحة و«دفعت باتجاه مواجهة بين فتح وحماس».  جاء هذا التأكيد أيضًا في مقال في فانيتي فير في أبريل 2008 بعنوان «قصف غزة»، والذي يصف دعم الولايات المتحدة لمحمد دحلان، أحد مقاتلي فتح الذي عُيّن رئيسًا للأمن في فتح في غزة، مع الأسلحة والمساعدة في محاولة للإطاحة بحماس في غزة.
بغض النظر عن نية الولايات المتحدة، في يونيو 2007، سيطرت حماس على قطاع غزة بأكمله بالقوة، وبعد ذلك أعلن رئيس السلطة الفلسطينية عباس حالة الطوارئ وشكل حكومة جديدة بدون أعضاء من حماس. وضمت هذه الحكومة رئيس الوزراء المعين سلام فياض. دفع هذا الانقسام الولايات المتحدة وإسرائيل إلى الإفراج عن أموال للسلطة الفلسطينية، وزادت إسرائيل من التنسيق مع قوات السلطة الفلسطينية مرة أخرى. تمت المداهمات لتعقب أعضاء حماس ومقاتليها في الضفة الغربية بموافقة الولايات المتحدة وإسرائيل. أدت هذه الظروف إلى إنشاء برنامج تدريب قوات أمن السلطة الفلسطينية (PASF)، والذي أصبح الجانب السائد في المساعدة الأمنية الأمريكية للسلطة الفلسطينية.

### برنامج تدريب قوات أمن السلطة الفلسطينية (2007 – 2010)
طُور برنامج التدريب قوات أمن السلطة الفلسطينية تحت قيادة الفريق كيث دايتون. إنها الوسيلة المهيمنة التي تدعم بها الولايات المتحدة خطة الإصلاح والتنمية الفلسطينية 2008 – 2010، وهي خطة وضعتها السلطة الفلسطينية لمعالجة التزامات خارطة الطريق.

### إصلاح قطاع الأمن (2007 – 2018)
سعى مجلس الأمن الأمريكي، جنبًا إلى جنب مع شركائه الدوليين، إلى دعم الجوانب «الأكثر ليونة» لإصلاح قطاع الأمن الفلسطيني، والتي يطلق عليها «المشورة والمساعدة». وهذا يشمل الموارد البشرية ؛ تسلسل القيادة والإصلاح اللوجستي المنبثق عن وزارة الداخلية ؛ مبادرات سيادة القانون المنبثقة عن السلطة القضائية ؛ والتخطيط الاستراتيجي الشامل. على حد تعبير دايتون، فإن هذه الخطوات تهدف إلى «فرض سيادة القانون، وجعل [قوة الأمن الفلسطينية] مسؤولة أمام قيادة الشعب الفلسطيني الذي تخدمه». لكن حتى الآن، كان التقدم على هذه الجبهة أقل حتى من عنصر التدريب والتجهيز وواجه تراجعًا سياسيًا. ومع ذلك، من المتوقع أن يركز دعم منسق الأمن الأمريكي على هذا الجانب من عملياته في السنوات المقبلة.

#### أجندة الرقابة المدنية
قُدمت عدد من المبادرات بقيادة المنسق الأمني الأمريكي لتقوية وزارة الداخلية، بما في ذلك إنشاء إدارة التخطيط الاستراتيجي التي تهدف إلى «توفير تخطيط مركزي طويل الأجل لتطوير الموارد البشرية وغيرها من الموارد لقطاع الأمن ككل.» في حين أن هذه المبادرات سليمة من الناحية الفنية، إلا أنها فشلت في تمكين وزارة الداخلية حقًا، حيث حافظ قادة الأمن على علاقاتهم المباشرة مع رئيس الوزراء والرئيس، متجاوزين الوزارة.

## منسق أمن الولايات المتحدة

### التأسيس
بدأ مجلس الأمن الأمريكي على الأرض في القدس في مارس 2005، كفريق صغير برئاسة الفريق كيب وارد، وقد ازدادت شهرة تحت قيادة الفريق كيث دايتون من ديسمبر 2005 إلى أكتوبر 2010. منذ ذلك الوقت توسعت المنظمة لتشمل أعضاء مختلفين من المجتمع الدولي.
وصف النائب السابق لمستشار الأمن القومي للرئيس جورج دبليو بوش، إليوت أبرامز، الدافع لتأسيس مجلس الأمن الأمريكي بأنه يستند إلى ثلاثة عوامل: إعادة انتخاب جورج دبليو بوش لولاية ثانية والتزامه بخريطة الطريق من أجل السلام، وفاة ياسر عرفات في 11 تشرين الثاني (نوفمبر) 2004 وانتخاب محمود عباس لرئاسة السلطة الفلسطينية في كانون الثاني (يناير) 2005. كان يُنظر إلى عرفات على أنه معارض لإصلاح قطاع الأمن الفلسطيني، لكن عباس كان يُنظر إليه على أنه معتدل يمكن العمل معه.

### المهمة
بحسب الفريق دايتون في خطابه البارز حول الموضوع إلى معهد واشنطن لسياسة الشرق الأدنى في مايو 2009 تتمثل مهمة منسق الأمن الأمريكي في:
التنسيق بين مختلف المانحين الدوليين في إطار خطة عمل واحدة من شأنها القضاء على ازدواجية الجهود. كان الهدف هو حشد موارد إضافية وتهدئة مخاوف الإسرائيليين على طبيعة وقدرات قوات الأمن الفلسطينية. كان على مجلس الأمن الأمريكي مساعدة السلطة الفلسطينية في تحديد الحجم المناسب لقوتها وتقديم المشورة لها بشأن إعادة الهيكلة والتدريب الضروريين لتحسين قدرتها، وفرض سيادة القانون، وجعلها مسؤولة أمام قيادة الشعب الفلسطيني الذي تخدمه.
في الخطاب، وضع دايتون أربعة استثمارات وإنجازات رئيسة لمجلس الأمن الأمريكي في فترة ولايته:
1. التدريب والتجهيز - «ركزنا على تحويل قوات الأمن الوطني الفلسطيني إلى درك فلسطيني - قوة شرطة منظمة أو وحدات شرطة».
2. بناء القدرات في وزارة الداخلية - «لقد استثمرنا أموالاً كثيرة وموظفين لجعل الوزارة ذراعًا رائدًا للحكومة الفلسطينية مع القدرة على وضع الميزانية والتفكير الاستراتيجي والتخطيط العملي».
3. البنية التحتية - «لقد عملنا مع مقاولين فلسطينيين لبناء كلية تدريب على أحدث طراز للحرس الرئاسي في أريحا بالإضافة إلى قاعدة عملياتية جديدة تضم... ألفًا من درك قوات الأمن الوطني العائدين....»
4. تدريب القيادة العليا - «نحضر ستة وثلاثين رجلاً من جميع الأجهزة الأمنية معًا ويتعلمون كيفية التفكير في مشاكل اليوم الحالي وكيفية العمل بشكل مشترك مع احترام المعايير الدولية.» [20]

### الموقع
مقر منسق الأمن الأمريكي هو مبنى في القنصلية الأمريكية العامة في القدس. لدى الموظفون الأمريكيون قيود كبيرة على السفر في المنطقة بسبب قواعد وزارة الخارجية، لكن العمال الأجانب والمقاولين الأمريكيين لا يواجهون نفس القواعد، وبعض هؤلاء الموظفين موجودون في رام الله بالضفة الغربية.

### شؤون الموظفين
يبلغ عدد موظفي مكتب منسق الأمن الأمريكي حوالي 75 شخصًا، من بينهم ضباط عسكريون أمريكيون وكنديون وبريطانيون وأتراك وهولنديون وبولنديون وبلغاريون ومدنيون أمريكيون. ما يصل إلى 16 شخصًا في مكتب القدس هم من العسكريين الأمريكيين بينما يعمل حوالي 20 عسكريًا كنديًا وحوالي 15 عسكريًا بريطانيًا في رام الله. لدى منسق الأمن الأمريكي موظفين في السفارة الأمريكية في تل أبيب أيضًا. وقبل عام 2018، قدمت شركة داين كورب الدولية، وهي شركة مقاولات خاصة أمريكية، 28 موظفًا مدنيًا. هناك موظفين إضافيين من السلك الدبلوماسي الأمريكي يخدمون في مكتب شؤون المخدرات الدولية وإنفاذ القانون في القدس والذين أشرفوا على استخدام أموال البرنامج (التي توقفت في عام 2018) لصالح منسق الأمن الأمريكي وكانوا مسؤولين أيضًا عن المتعاقدين. قام موظفو ومقاولو مكتب شؤون المخدرات الدولية وإنفاذ القانون بإدارة مستودعات المعدات وأيضًا إدارة مشاريع إنشاء البنية التحتية في الضفة الغربية.
درّب موظفو متعاقدي دينكورب "فرق التدريب المتنقلة" (MTT) كتائب قوات الأمن الوطني الفلسطيني في الأردن لتزويد مديرية التخطيط الاستراتيجي (SPD)، افتتح المكتب في عام 2007 للمساعدة في بناء القدرات الاستراتيجية لوزارة الداخلية في محاولتها لممارسة السيطرة المدنية على قوات الأمن التابعة للسلطة الفلسطينية. توقف هذا التدريب في عام 2018 مع الإعلان عن تعليق التمويل الأمريكي للسلطة الفلسطينية.
يعمل فريق منسق الأمن الأمريكي تحت إشراف وزير الخارجية من خلال مكتب الشرق الأدنى وآسيا ورئيس هيئة الأركان المشتركة.

### الأموال المخصصة
لم يكن لدى فريق منسق الأمن الأمريكي أي تمويل للمشروع حتى عام 2007، عندما تلقى أول اعتماد من الكونغرس في السنة المالية 2007. خُصّص كل التمويل من خلال الاعتمادات لمكتب المراقبة الدولية للمخدرات وإنفاذ القانون (INL) في وزارة الخارجية.
- لسنة المالية 2007- 86.4 مليون دولار
- السنة المالية 2008- 25 مليون دولار
- السنة المالية 2008 التكميلية - 50 مليون دولار
- السنة المالية 2009 - 25 مليون دولار
- السنة المالية 2009 التكميلية - 106 مليون دولار
- السنة المالية 2010 - 100 مليون دولار أمريكي[31]

بلغت مخصصات وزارة الخارجية لمكتب منسق الأمن الأمريكي تحت قيادة الفريق دايتون ما مجموعه 392 مليون دولار من 2007-2010 مع طلب مبلغ 150 مليون دولار للسنة المالية 2011.
وقد خُصص أكثر من 160 مليون دولار من المبلغ الإجمالي لبرنامج التدريب الخاص بالبرنامج التدريبي. بلغ إجمالي توفير المعدات لقوات الأمن الوطنية الفلسطينية والحرس الرئاسي حوالي 89 مليون دولار واستثمر مبلغ 99 مليون دولار في تشييد البنية التحتية. مُوّلت برامج بناء القدرات لوزارة الداخلية الفلسطينية بمبلغ 22 مليون دولار حتى الآن.
بالنسبة للسنة المالية 2011، طُلب مبلغ 150 مليون دولار للتدريب (56 مليون دولار)، والمعدات (33 مليون دولار)، والبنية التحتية (53 مليون دولار) ومشاريع بناء القدرات (3 ملايين دولار).

### تخفيض محتمل
في يونيو 2022، أفاد موقع أكسيوس بأن وزارة الدفاع تدرس خفض رتبة منسق الأمن من رتبة فريق إلى رتبة عقيد، امتثالاً للتخفيضات العامة وضباط العلم المنصوص عليها في قانون تفويض الدفاع الوطني لعام 2017.
واجهت هذه الخطوة معارضة من العديد من نواب مجلس النواب، بما في ذلك غريس مينغ [الإنجليزية] ومايك والتز.

### قيادة

#### الفريق كيب وارد
كان الجنرال كيب وارد أول منسق أمني أمريكي لإسرائيل والسلطة الفلسطينية. كان وارد فريقًا عندما خدم بهذه الصفة، من مارس حتى ديسمبر 2005. حُول تفويضه الأصلي للإشراف على الإصلاح الأمني للسلطة الفلسطينية إلى التركيز على التحضير لخطة فك الارتباط الإسرائيلية أحادية الجانب من غزة وبعض مستوطنات الضفة الغربية في أغسطس 2005.

#### الفريق كيث دايتون
عمل الفريق كيث دايتون من القوات البرية الأمريكية لمدة خمس سنوات منسق الأمن الأمريكي لإسرائيل والسلطة الفلسطينية، من 2005 إلى 2010. حل دايتون محل الفريق وليام "كيب" وارد في ديسمبر 2005 قبل شهر واحد فقط من فوز حماس بأغلبية المقاعد في الانتخابات البرلمانية الفلسطينية في يناير 2006. أفاد ناثان ثرال أنه «بين عشية وضحاها، تغيرت مهمة دايتون من إصلاح قوات الأمن إلى منع حكومة تقودها حماس من السيطرة عليها».  تقاعد دايتون من الجيش الأمريكي بعد مغادرته مهمة منسق الأمن الأمريكي في أكتوبر 2010 وهو الآن مدير مركز جورج سي مارشال الأوروبي للدراسات الأمنية [الإنجليزية] في غارميش-بارتنكيرخن بألمانيا.

#### الفريق مايكل ر. مولر
خدم الفريق مايكل ر.مولر من القوات الجوية الأمريكية لمدة عامين منسق الأمن الأمريكي من أكتوبر 2010 إلى أكتوبر 2012. عمل مولر قبل هذا التعيين مباشرة،وفقًا لسيرة حياته العسكرية الرسمية، مديرًا للاستراتيجيات والخطط والسياسة لمقر القيادة المركزية الأمريكية (CENTCOM). عمل الجنرال مولر طيارًا في عمليات عاصفة الصحراء والحرية الدائمة وحرية العراق. نظرًا لأن هذا تم تعيينه على أنه «منصب ذو أهمية ومسؤولية» بموجب قانون الولايات المتحدة (10 USC 601)، فإن شاغل الوظيفة يحمل رتبة فريق. يقال إن تعيين إدارة أوباما لمولر كان محاولة لزيادة التنسيق بين القيادة المركزية الأمريكية وبرنامج منسق الأمن الأمريكي. بالإضافة إلى ذلك، منذ توليه منصب دايتون، ظل الفريق مولر بعيدًا عن الأضواء، وهو ما يُعزى إلى رغبته في تهدئة العلاقات مع السلطة الفلسطينية، التي كانت مستاءة تمامًا من سلفه. في 15 مايو 2012، رشح الرئيس مولر لإعادة تعيينه في رتبة فريق وتعيينه في «منصب مهم ومسؤولية»مختلف.

#### نائب الأدميرال. بول ج. بوشونغ
شغل نائب الأدميرال بول ج. بوشونغ من البحرية الأمريكية منصب منسق الأمن الأمريكي من أكتوبر 2012 إلى ديسمبر 2014. رُشح منسقًا في 8 يونيو 2012. قبل هذا التعيين، شغل الأدميرال بوشونغ منصب قائد منطقة ماريانا البحرية / ممثل القيادة الأمريكية في المحيط الهادئ، غوام، كومنولث جزر ماريانا الشمالية، ولايات ميكرونيزيا الموحدة، جمهورية بالاو / قائد القوات البحرية الأمريكية، ماريانا، غوام.

#### الفريق فريدريك أس. روديسهايم
شغل الفريق فريدريك روديسهايم من القوات البرية الأمريكية منصب منسق الأمن الأمريكي من يناير 2015 إلى أكتوبر 2017. قبل هذا التعيين، شغل الجنرال روديسهايم منصب نائب مدير هيئة الأركان المشتركة للجيش الأمريكي. في أكتوبر 2017، تقاعد من القوات المسلحة الأمريكية وتولى منصبه الحالي مديرًا لمركز ويليام جيه بيري لدراسات الدفاع في نصف الكرة الغربي [الإنجليزية] في فبراير 2018.

#### الفريق إريك بي. ويندت
شغل الفريق إريك بي. ويندت من القوات البرية الأمريكية منصب منسق الأمن الأمريكي من نوفمبر 2017 إلى أكتوبر 2019. قبل هذا التعيين، شغل الجنرال ويندت منصب رئيس أركان القيادة الأمريكية لمنطقة المحيطين الهندي والهادئ [الإنجليزية]. في نوفمبر 2019، تولى قيادة قيادة العمليات الخاصة في الناتو.

#### الفريق مارك سي شوارتز
شغل الفريق مارك سي شوارتز من القوات البرية الأمريكية منصب المنسق الأمني للولايات المتحدة من أكتوبر 2019 إلى نوفمبر 2021. قبل تعيينه، شغل الجنرال شوارتز منصب نائب قائد قيادة العمليات الخاصة المشتركة، قيادة العمليات الخاصة الأمريكية.

#### الفريق آر فينزل
يشغل الفريق مايكل آر فينزل من القوات البرية الأمريكية القوات البرية الأمريكية منصب منسق الأمن الأمريكي اعتبارًا من نوفمبر 2021. قبل تعيينه، عمل الجنرال شوارتز مساعدًا خاصًا لمدير أركان الجيش.

## برنامج تدريب قوات أمن السلطة الفلسطينية

### المهمة

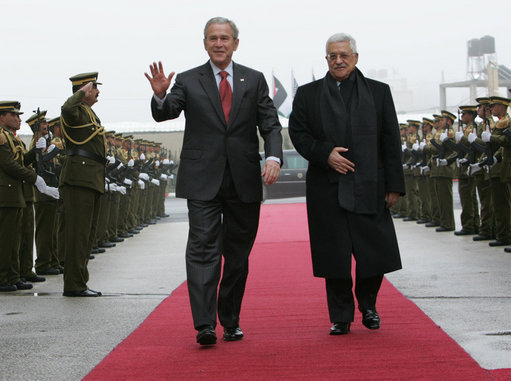
جورج دبليو بوش ومحمود عباس يقفان أمام طوق شرف للحرس الرئاسي الفلسطيني في رام الله، 10 يناير، 2008.

ركز مجلس الأمن الأمريكي على مساعدة القوات النظامية للسلطة الفلسطينية: قوات الأمن الوطني (NSF) والحرس الرئاسي. لقد تركوا في الغالب الإصلاح الأمني لقوة الشرطة المدنية الفلسطينية لمنظمات دولية أخرى مثل البعثة الأوروبية لمساندة الشرطة الفلسطينية. ومن المقرر أن تتكون قوات الأمن الوطني في نهاية المطاف من 10 كتائب قوام كل منها 500 جندي - واحدة لكل من تسع محافظات في الضفة الغربية وواحدة للاحتياط. لا توجد كتيبة لمحافظة القدس حيث لا سيطرة أمنية للسلطة الفلسطينية. تُعتبر قوات الأمن الوطني «قوة مسلحة تسليحاً خفيفاً ومجهزة على غرار قوات الدرك»، وهي بمثابة دعم لقوات الشرطة النظامية في أوقات الحاجة الماسة. ومن المتوقع أن «تعمل في تشكيلات بحجم وحدة صغيرة أو سرية، بطريقة عسكرية» وأن تحمل مسؤولية مماثلة لفرق الأسلحة والتكتيكات الخاصة في قوات الشرطة الأمريكية.
كانت قوات الأمن الوطني التابعة للسلطة الفلسطينية هي المحور الأساسي لاهتمام مجلس الأمن الأمريكي، على الرغم من توفير التدريب والمعدات أيضًا للحرس الرئاسي، وهو قوة النخبة المكونة من أربع كتائب ذات وظائف خاصة مثل حماية المسؤولين المهمين والشخصيات المرموقة.
تتمثل مهمة البرنامج التدريبي حسب مكتب محاسبة الحكومة في: «مساعدة السلطة الفلسطينية على تحويل قواتها الأمنية وإضفاء الطابع المهني عليها من خلال تخريج خريجين مؤهلين ومدربين تدريباً جيداً قادرين على أداء واجبات أمنية تدعم الشرطة المدنية الفلسطينية في واجبات أخرى حسب توجيهات السلطة الفلسطينية». على حد تعبير الفريق دايتون، يتضمن التدريب «كادرًا تدريبًا للشرطة الأمريكية - الأردنية ومنهجًا أمريكيًا مطورًا كثيفًا في مجال حقوق الإنسان، والاستخدام السليم للقوة، ومكافحة الشغب، وكيفية التعامل مع الاضطرابات المدنية. يركز التدريب أيضًا على تماسك الوحدة [الإنجليزية] والقيادة».

### المتدربون
تتراوح أعمار المتدربين عادة بين 20 و22 عامًا، وبسبب احتمالية الحصول على عمل ثابت، كان هناك طلب كبير على التدريب، مما دفع مسؤولي منسق الأمن الأمريكي للاعتقاد بأن المجندين «من الدرجة الأولى».
تفحص الولايات المتحدة على نطاق واسع انتماء المجندين المحتملين في قوات الأمن الوطني إلى منظمة إرهابية أجنبية مصنفة في الولايات المتحدة ولانتهاكات حقوق الإنسان (وفقًا لتشريع تعديل ليهي [الإنجليزية]). يُحقق كل من جهاز الأمن الإسرائيلي (الشاباك) والشرطة الإسرائيلية والأردنيين والسلطة الفلسطينية من أسماء المجندين قبل السماح لهم بالمشاركة في التدريب. رُفض حوالي 4.4 بالمائة من المجندين الجدد على أساس هذا الفحص.
على أساس التدريبات الأولية، أُعجب الفريق دايتون بمستوى قوات الأمن الوطني المدربة حديثًا. في خطابه العام سالف الذكر في عام 2009، أعلن، «وما صنعناه - وأنا أقول هذا بتواضع - ما صنعناه هو رجال جدد». ومضى دايتون يشرح، «عند عودة هؤلاء الرجال الفلسطينيين الجدد، أظهروا الحافز والانضباط والاحتراف، وقد أحدثوا فرقًا كبيرًا…»

### المدربون
التدريب الفعلي للقوات هو عمل مدربي شرطة مديرية الأمن العام الأردني الذين يقومون بالتدريس باللغة العربية. تُساعدهم فرق التدريب المتنقلة، المؤلفة من متعاقدي شركة دينكورب الأمريكية. في عام 2018 ومطلع عام 2019، انتقل تدريب القوات من مدربي الشرطة الأردنية إلى مدربين داخليين في قوة الأمن الفلسطينية.

### مواقع التدريب
تتدرب كتائب قوات الأمن الوطني الفلسطيني في المركز الأردني الدولي لتدريب الشرطة (JIPTC) خارج عمان بالأردن. بحسب الفريق دايتون، الأساس المنطقي لاختيار هذا الموقع «بسيط للغاية. أراد الفلسطينيون التدرب في المنطقة لكنهم أرادوا الابتعاد عن العشيرة والعائلة والتأثيرات السياسية. الإسرائيليون يثقون بالأردنيين، والأردنيون كانوا حريصين على تقديم المساعدة ».
بُني المركز الأردني الدولي لتدريب الشرطة، الذي يقع على بعد 26 كيلومترًا جنوب شرق عمان، في عام 2003 مركزًا للولايات المتحدة لتدريب الشرطة العراقية.
اعتبارًا من ربيع 2019، أُجري التدريب داخل الضفة الغربية في معهد التدريب المركزي التابع لقوات أمن السلطة الفلسطينية، أريحا (CTI-J).

### محتوى التدريب
طور مكتب شؤون المخدرات الدولية وإنفاذ القانون المناهج الدراسية بالتشاور مع منسق الأمن الأمريكي، ومديرية الأمن العام الأردنية، ومسؤولي السلطة الفلسطينية. بالإضافة إلى التدريب الأساسي لمدة أربعة أشهر للمجندين الجدد، قُدمت دورات متخصصة لتدريب فصائل بأكملها أو للأفراد. في عام 2008 أُضيفت دورات القيادة العليا للبرنامج، والتي تقام في رام الله. تُرتب دورات القيادة العليا لـ 36 ضابطًا (رائد، مقدم، عقيد) بقيادة لواء فلسطيني مع تدريبات يديرها متعاقدون أمريكيون (دينكورب). في عام 2010، كان من المتوقع أن تبدأ دورات القيادة المتوسطة المستوى للتخصصات والنقباء.
التدريب الأساسي هو «مزيج من الفصول الدراسية والتدريبات العملية التي تركز على مجالات واسعة من عمليات الأسلحة النارية، والسيطرة على الحشود، وعمليات القتال عن كثب [الإنجليزية]، والدوريات، وعمليات الاعتقال، وعمليات نقاط التفتيش". يهدف التدريب إلى" تعزيز وحدة القيادة وبناء الصداقة الحميمة».

### بناء المرافق
خُصصت بعض الأموال لبناء ثكنات ومراكز تدريب داخل الضفة الغربية. كان أول مشروع مكتمل هو إنشاء كلية الحرس الرئاسي في أريحا في عام 2009 والتي يمكن أن تستوعب ما يصل إلى 700 جندي. تكلفة هذه المنشأة 10.1 مليون دولار. موقع آخر قيد الإنجاز في أريحا يقوم بتدريب قوات الأمن الوطني ومن المقرر تطويره ليصبح أكاديمية أكبر لقوات أمن السلطة الفلسطينية تتسع لـ 2000 شخص. شيد عمال فلسطينيين تحت إشراف موظفين من الولايات المتحدة والسلطة الفلسطينية المباني. ومن المقرر إقامة ثكنات أخرى في كل محافظة من محافظات السلطة الفلسطينية، إلا أن ترخيص إسرائيل بالبناء للولايات المتحدة على أراضي " المنطقة ب " لم يُفاوض عليه بنجاح بعد.

### المساعدة بالمعدات
زود مكتب منسق الأمن الأمريكي كل كتيبة مدربة بمعدات غير مميتة مثل المركبات، والمعدات المكتبية، والمعدات الطبية، ومعدات مكافحة الشغب، والدروع الواقية للبدن، والزي الرسمي، وعناصر الإصدار القياسية. تستثني هذه المعدات صراحة الأسلحة والذخيرة حيث صرح الفريق دايتون: «نحن لا نمنح أي بنادق أو رصاص».
تُراقب جميع المعدات بعناية لضمان استخدامها بالطريقة المعتمدة من قبل منسق الأمن الأمريكي. توفر شركة دينكورب المعدات التي يخزنها مكتب شؤون المخدرات الدولية وإنفاذ القانون في القدس حتى تحصل على موافقة من إسرائيل لتسليمها إلى قوات الأمن الوطني الفلسطيني في الضفة الغربية. كما تُحصى حكومة الولايات المتحدة جميع المعدات وتخضع لمراقبة الاستخدام النهائي. يمكن أن تكون هذه العملية طويلة كما أشار دايتون الذي أوضح، «نحن لا نقدم أي شيء للفلسطينيين ما لم يُنسق بشكل كامل مع دولة إسرائيل وتُوافق عليها. أحيانًا تصيبني هذه العملية بالجنون - كان لدي الكثير من الشعر عندما بدأت - ولكن مع ذلك، نجعلها تعمل.» 
تتلقى قوات الأمن الفلسطينية بعض الأسلحة من دول مثل الأردن ومصر، لكنها تخضع للسيطرة والتدقيق الإسرائيليين وقد قُيدت بشدة.

### التمويل
قدمت وزارة الخارجية حتى الآن 392 مليون دولار لبرنامج تدريب قوات أمن السلطة الفلسطينية، بما في ذلك 160 مليون دولار لأغراض التدريب، و89 مليون دولار للمعدات، و99 مليون دولار لبناء وتجديد المرافق، و22 مليون دولار لبناء القدرات في وزارة الداخلية. بالإضافة إلى ذلك، طُلب 150 مليون دولار للسنة المالية 2011: 56 مليون دولار لمكون التدريب، 33 مليون دولار لمزيد من المعدات، 53 مليون دولار لمزيد من مشاريع البنية التحتية، و3 ملايين دولار لبناء القدرات الاستراتيجية.

### التقدير
كانت بعض الأمثلة الرئيسة لنشر قوات الأمن الوطني الفلسطيني المدربة من قبل منسق الأمن الأمريكي بمثابة أمثلة على نجاحهم من قبل المدافعين عن البرنامج. وقد استشهد كمثال على ذلك بشمال الضفة الغربية، وخاصة مدينتي جنين ونابلس. في الفترة من أيار (مايو) إلى حزيران (يونيو) 2008،
شاركت الكتيبة الثالثة للحرس الفلسطيني [التي دربتها الولايات المتحدة في المركز الأردني الدولي لتدريب الشرطة] في عملية السلطة الفلسطينية المسماة «عملية الأمل والابتسامة»، والتي قيل إنها طهرت المنطقة من العصابات والأسلحة غير المشروعة وكذلك أُسس «القانون والنظام» الذي نال أوسمة من المجتمع والدولي. في تشرين الأول (أكتوبر) 2008، بدأت قوات السلطة الفلسطينية، بما في ذلك بعض المتدربين في المركز الأردني الدولي لتدريب الشرطة، «حملة إشراقة الوطن» في الخليل لتحسين الشرطة العامة في أحياء معينة. قدرتهم على تجنب مواجهة كبيرة مع المستوطنين الإسرائيليين واعتقال أعضاء حماس أكسبتهم أوسمة من المسؤولين في الولايات المتحدة وإسرائيل والسلطة الفلسطينية. أخيرًا، عملية في نيسان / أبريل 2009 في قلقيلية كشفت خلالها قوات السلطة الفلسطينية عن مختبر أسلحة داخل مسجد وورشة بها 80 كيلوغرام من المتفجرات، شكل عملية استباقية واسعة النطاق أدت إلى عدد من الاشتباكات بين قوات السلطة الفلسطينية وأعضاء حماس في المنطقة. في نهاية المطاف، فقد 5 من أعضاء حماس، و4 من قوات الأمن الفلسطينية، ومدني واحد حياتهم خلال فترة المواجهة، لكن المسؤولين الفلسطينيين والأمريكيين والإسرائيليين كانوا سعداء بالعملية التي قتلت قائدًا عسكريًا مطلوبًا في حماس.
عندما بدأ سلاح الجو الإسرائيلي حملة قصفه لغزة في أواخر ديسمبر 2008، وُزعت الكتيبة الخاصة الثالثة التابعة لقوات الأمن الوطني الفلسطيني في جميع أنحاء الضفة الغربية لمساعدة قوات الأمن التابعة للسلطة الفلسطينية الأخرى في الحفاظ على النظام ومنع المظاهرات من أن تصبح خارجة عن السيطرة. اعتبر مجلس الأمن الأمريكي وإسرائيل والسلطة الفلسطينية أن نتائج هذا الانتشار كانت ناجحة لأن العنف في الضفة الغربية لم يتصاعد خلال الهجوم الإسرائيلي الذي استمر شهرًا. اقترح الفريق دايتون في خطابه السياسي لعام 2009 أن رد السلطة الفلسطينية خلال عملية الرصاص المصبوب منع انتفاضة ثالثة باستخدام «نهج محسوب ومنضبط للاضطرابات الشعبية» وعن طريق إبعاد المتظاهرين عن الإسرائيليين. وبحسب كلماته، فإن «احتمال النظام تفوق على احتمالات الفوضى». ووصف الصحفي ناثان ثرال الحدث نفسه بأنه الأكثر ضررًا بسمعة قوات الأمن الفلسطينية، حيث إن رد الفعل القاسي على الاحتجاجات والمتعاطفين مع حماس جعل قوات الأمن الفلسطينية تبدو وكأنها متعاونة مع العملية الإسرائيلية.
أجرى مكتب محاسبة الحكومة الأمريكية تدقيقًا لبرنامج تدريب منسق الأمن الأمريكي بين يوليو 2009 ومايو 2010 ونشر تقريره «السلطة الفلسطينية: المساعدة الأمريكية هي تدريب وتجهيز قوات الأمن، لكن البرنامج يحتاج إلى قياس التقدم ويواجه قيودًا لوجستية» استنادًا إلى النتائج التي توصلوا إليها. يخلص تقرير GAO (GAO-10-505) إلى أن منسق الأمن الأمريكي «لم يتضع مؤشرات أداء قائمة على النتائج واضحة وقابلة للقياس» لتقييم برامجها على الرغم من أن مكتب المحاسبة الحكومي يُشجع بقوة على تطوير هذه المؤشرات. بالإضافة إلى ذلك، يشير مكتب محاسبة الحكومة إلى القيود اللوجستية لانتظار موافقة الحكومة الإسرائيلية على بناء منشآت أو شحن الولايات المتحدة للمعدات إلى الأراضي الفلسطينية. علاوة على ذلك، فإن المكاسب التي تحققت في تدريب قوات الأمن الفلسطينية قد لا تكون مستدامة بسبب «نقص القدرات في الشرطة المدنية وقطاع العدالة» الذي يجب أن تتعاون معه قوات الأمن.
لقد أثيرت بعض الأسئلة حول فعالية وأساليب برنامج التدريب منسق الأمن الأمريكي. جاء في تقرير مجموعة الأزمات الدولية الصادر في 7 سبتمبر 2010، بعنوان «تربيع الدائرة: إصلاح الأمن الفلسطيني في ظل الاحتلال»، عدة ملاحظات حذرة. كتبت المجموعة أن عملية التدقيق للمجندين «لها عنصر سياسي واضح»، كما يشهد على ذلك أحد الأشخاص الذين قوبلوا والذين ذكروا أن قوات الأمن الوطني لا تمثل المجتمع بأسره، فالذين لديهم ميول تجاه الجماعات الإسلامية من أي نوع يجدون صعوبة في المشاركة. أيضًا، ردًا على ادعاءات التحسن في قوة الأمن الفلسطينية، تطرح مجموعة الأزمات الدولية إمكانية أن تلعب عوامل أخرى، مثل التعاون الإسرائيلي، دورًا مهمًا في أداء القوات.
يركز التقرير بالإضافة إلى ذلك على المخاوف بشأن قيادة منسق الأمن الأمريكي، ولا سيما الفريق دايتون، الذي لعب دورًا مركزيًا للغاية في العمل اليومي للبرنامج، ومع ذلك كان لديه «علاقة شخصية سيئة» مع بعض كبار المسؤولين في السلطة الفلسطينية مثل رئيس الوزراء سلام فياض والمسؤولين الأمريكيين في إدارة أوباما. بينما ينظر الكثيرون في الولايات المتحدة وإسرائيل والأراضي الفلسطينية إلى دايتون بشكل إيجابي، إلا أن خطابه المذكور سابقًا في عام 2009 أثار حفيظة بعض الفلسطينيين الذين شعروا ب بالاستخفاف بتصريحاته، خاصةً عندما ادعى الفضل في جعل قوات الأمن جديدة. رجال. صاغ مسؤولو حماس عبارة «قوات دايتون» للإشارة إلى القوات الأمنية التي تدربها الولايات المتحدة وانتقدوا السلطة الفلسطينية لتعاونها مع الولايات المتحدة وإسرائيل في الإصلاح الأمني. اشتكت السلطة الفلسطينية رسميًا إلى الولايات المتحدة بشأن خطاب دايتون، قائلة إنه قوض شرعيتها أمام الجمهور. أدت التوترات المتصاعدة بعد الخطاب إلى قيام دايتون بتقليل حضوره العام.

## انتقادات للمساعدة الأمنية الأمريكية للسلطة الفلسطينية

### مخاوف أمريكية
في يونيو 2010، تناول مقال كتبه مارك بيري في مجلة فورين بوليسي على الإنترنت بعنوان «الفريق الأحمر: القيادة المركزية الأمريكية تفكر خارج الصندوق بشأن حماس وحزب الله»، معارضة المسؤولين العسكريين الأمريكيين بشأن استراتيجية عزل حماس عن السلطة الفلسطينية. يمثل «الفريق الأحمر» عادة وجهة نظر تتحدى المنظور الاستراتيجي للمؤسسة ولا يمثل السياسة الرسمية للولايات المتحدة. أشار تقرير الفريق الأحمر إلى أن المصالحة بين فتح وحماس إلى جانب نبذ حماس للعنف ستكون ضرورية للمساعدة في نجاح محادثات السلام، ولذلك أوصوا بالعمل من أجل قوة أمنية فلسطينية موحدة. وطبقاً لما قاله بيري، فإن «الفريق الأحمر في القيادة المركزية الأمريكية ينأى بنفسه عن الجهود الأمريكية لتوفير التدريب لقوات الأمن التي تسيطر عليها فتح في الضفة الغربية، والتي بدأت أثناء إدارة جورج دبليو بوش. في حين أن هذا الجهد، الذي يرأسه حاليا الفريق كيث دايتون، لم يرد ذكره على وجه التحديد في التقرير، يوضح الفريق الأحمر أنه يعتقد أن مثل هذه المبادرات ستفشل ما لم يتفاوض الإسرائيليون والفلسطينيون على إنهاء الصراع.»
تب العقيد الأمريكي المتقاعد فيليب جيه ديرمر، وهو عضو سابق في بعثة منسق الأمن الأمريكي ومستشار الفريق كيث دايتون آنذاك، وثيقة تعبر عن مشاعر مماثلة بعد السفر إلى المنطقة، والتي شاركها مع زملائه في منسق الأمن الأمريكي قبل نشرها. لقد اعترض على سياسات السفر التقييدية التي تمنع الموظفين الأمريكيين من عبور الضفة الغربية لرؤية الوضع بشكل مباشر، قائلاً إن الاجتماعات الرسمية القليلة لا تسمح لمجلس الأمن الأمريكي بفهم السياق أو تطوير «خيارات قابلة للتطبيق، وليست دائرية  للمضي قدمًا». بعد تعليقه على بعض عناصر البرنامج الناجحة في رأيه، مثل قيادة الفريق حدد دايتون وديرمر خمسة مجالات مثيرة للقلق:
1. يتشكك الفلسطينيون فيما إذا كانت التغييرات ستكون دائمة وفعالة في نهاية المطاف.
2. الفلسطينيون غاضبون من أن الولايات المتحدة تنسب الفضل إلى البرنامج علنًا.
3. مهمة منسق الأمن الأمريكي غير محددة والنتيجة النهائية المرجوة غير واضحة.
4. لا تحظى جهود منسق الأمن الأمريكي بدعم استراتيجي من قبل جهات فاعلة أميركية ودولية أخرى في المنطقة.
5. لا توجد وثيقة استراتيجية تحدد أدوار ومسؤوليات اللاعبين الأمريكيين والدوليين المهمين، والتي توضح كيف يمكن للمنظمات العمل نحو رؤية مشتركة.[72]

### مخاوف فلسطينية
انتقد ضابط كبير في قطاع الأمن في السلطة الفلسطينية دور البعثة الأولى للولايات المتحدة بقيادة الجنرال كيب وارد في مقالته بعنوان «إعادة بناء المنظمات الأمنية للسلطة الوطنية الفلسطينية» تحت الاسم المستعار أحمد حسين. وبحسب حسين، فإن مبادرة التقييم الأمني فقدت مصداقيتها بسبب سياسة العلاقات العامة التي تتبناها ولم تنجح في إيصال احتياجات قطاع الأمن في السلطة الفلسطينية إلى المانحين الدوليين. بالإضافة إلى ذلك، رأى أن فريق الأمن الأمريكي يركز أكثر من اللازم على خطة فك الارتباط الإسرائيلية ولا يهتم بالقدر الكافي بالإصلاحات طويلة المدى لقوات الأمن.
أثار برنامج تدريب قوات الأمن التابعة للسلطة الفلسطينية تحت قيادة الفريق كيث دايتون ونشر القوات اللاحقة في الضفة الغربية مخاوف بعض الفلسطينيين الذين يتهمون قوات الأمن الوطني والحرس الرئاسي بتقييد الحريات المدنية وانتهاك حقوق الإنسان. في «وصفة للحرب الأهلية» بقلم جون إلمر، تمت مقابلة العديد من الفلسطينيين في الضفة الغربية وأعربوا عن مخاوفهم من أن يتم القبض عليهم من قبل قوات الأمن بسبب ميولهم السياسية. بالإضافة إلى ذلك، يرى أعضاء في حماس أن برنامج التدريب الأمريكي هو تحريض على الصراع العنيف وليس المصالحة بين حماس وفتح. نُقل عن أحد القادة الإسلاميين قوله: «إذا هاجموا مساجدك، وفصولك الدراسية، ومجتمعاتك، يمكنك التحلي بالصبر، ولكن إلى متى؟»
تشير قصة أخبار "معا" الصادرة في آذار / مارس 2010 حول مهمة دايتون إلى عدد من الشكاوى التي أثارها فلسطينيون بخصوص برنامج تدريب قوات الأمن الفلسطينية. يرى بعض المنتقدين أن القوات هي مجرد وسيلة لترسيخ هيمنة حركة فتح وسلطتها على جميع المجموعات السياسية الأخرى. وبحسب معا، «هناك قلق أيضًا من أن التدريب الذي يقدمه مجلس الأمن الأمريكي يؤدي إلى وضع تتولى فيه قوات الأمن الفلسطينية فعليًا الاحتلال من القوات الإسرائيلية، بدلاً من العمل كقوة وطنية مستقلة حقًا وخاضعة للمساءلة أمام الأغلبية...»  يتردد صدى هذه المخاوف في تقرير موسع على الإنترنت صادر عن الانتفاضة الإلكترونية في سبتمبر 2010 يشير إلى عشرات الحوادث المتنازع عليها والتي ورد أن أعضاء من فصائل الأقليات مثل الجبهة الشعبية لتحرير فلسطين وحماس تعرضوا للمضايقات والاعتقال.، والتعذيب على يد قوات أمن السلطة الفلسطينية. قال أحد نشطاء الجبهة الشعبية لتحرير فلسطين في مخيم الدهيشة للاجئين في بيت لحم للانتفاضة الإلكترونية، «هذه هي حالة السياسة الفلسطينية الداخلية اليوم. إنها السياسة في عهد [الجنرال الأمريكي كيث] دايتون. جاء دايتون ورسم الاستراتيجيات الجديدة للسلطة الفلسطينية. دعمت المصالح الأمريكية والأوروبية ما يحدث في السلطة الفلسطينية. كان الوضع قبل دايتون مختلفًا تمامًا، والآن يسود مناخ من الخوف والترهيب. يخشى الناس التحدث علانية ضد تصرفات السلطة الفلسطينية». 

### مخاوف إسرائيلية
أثار بعض الإسرائيليين مخاوف من أن برنامج التدريب التابع لقوات الأمن الفلسطينية يمثل تهديدًا لدولة إسرائيل وقواتها المسلحة. في مقال رأي نشر في جيروزاليم بوست في أغسطس 2010 بعنوان «هل تقوم الولايات المتحدة بتدريب أعداء إسرائيل؟»، أعرب ديفيد بدين ‏ وآرلين كوشنر عن شكوكهما فيما يتعلق بولاء القوات الفلسطينية ويقولان إن القوات التي تدربها الولايات المتحدة يمكنها استخدام المهارات والمعدات في النزاع المسلح مع إسرائيل بدلاً من شرطة السلطة الفلسطينية. يكتبون أن «الخوف من قيام القوات الفلسطينية بتوجيه أسلحتها إلى جيش الدفاع الإسرائيلي ينبع من سابقة حدث مع اندلاع الانتفاضة الثانية قبل 10 سنوات، عندما انخرطت القوات الفلسطينية التي رعتها الولايات المتحدة ودربتها وحتى جيش الدفاع الإسرائيلي في عمل مسلح واسع النطاق ضد إسرائيل.». بالإضافة إلى مقال الرأي، كتب بدين تقريرًا لمركز أبحاث سياسات الشرق الأدنى يشرح بالتفصيل انتقاداته للمساعدة الأمنية الأمريكية للسلطة الفلسطينية. 

### استشهادات
1. ↑  Lia 2007، صفحة 28.
2. ↑  Lia 2007، صفحات 33-40.
3. ↑  Lia 2007، صفحات 35-36.
4. ↑  Lia 2007، صفحة 42.
5. ↑  Lia 2007، صفحة 43.
6. ↑  Lia 2007، صفحة 288.
7. ↑  Lia 2007، صفحة 37.
8. ↑  Lia 2007، صفحة 71.
9. 1 2  Zanotti 2010، صفحة 5.
10. 1 2  Sciolino 2000.
11. 1 2  Zanotti 2010، صفحة 6.
12. 1 2  GAO 2010، صفحة 8.
13. ↑  GAO 2010
14. 1 2  Hussein 2008، صفحة 42.
15. ↑  طالع سيرته هنا نسخة محفوظة 2016-03-04 على موقع واي باك مشين.
16. 1 2  Hussein 2008، صفحة 43.
17. 1 2 3 4 5 6 7 8 9 10  Thrall 2010.
18. ↑  Erlanger 2006.
19. ↑  Murphy & Mitnick 2007.
20. 1 2 3 4 5 6 7 8 9 10  Dayton 2009.
21. ↑  Rose 2008.
22. ↑  Zanotti 2010، صفحة 7، GAO 2010، صفحة 10، Thrall 2010
23. 1 2  Zanotti 2010، صفحة 7
24. ↑  Zilber & al-Omari 2018، صفحة 44.
25. ↑  Zilber & al-Omari 2018، صفحة 86.
26. ↑  Dayton 2009، GAO 2010، صفحة 11
27. ↑  GAO 2010، صفحة 12
28. ↑  Zanotti 2010، صفحات 14-15
29. ↑  GAO 2010، صفحة 11، Thrall 201
30. ↑  
Zanotti 2010، صفحات 14-15
31. 1 2  GAO 2010، صفحة 14
32. ↑  GAO 2010، صفحة 14، Thrall 2010
33. ↑  GAO 2010، صفحة 15
34. ↑  Ravid 2022.
35. ↑  Rod 2022.
36. ↑  africom 2010.
37. ↑  Issacharoff 2010.
38. ↑  U.S. Air Force 2010.
39. ↑  Middle East Newsline 2010.
40. ↑  World Tribune 2010.
41. ↑  senate 2012.
42. ↑  Department of Defense 2016.
43. ↑  GAO 2010، صفحات 13, 15.
44. 1 2  GAO 2010، صفحة 13.
45. 1 2  GAO 2010، صفحة 16.
46. 1 2  Zanotti 2010، صفحة 17.
47. ↑  Zanotti 2010، صفحة 15.
48. ↑  Zanotti 2010، صفحة 18.
49. ↑  دنيا الوطن 2009.
50. ↑  Zanotti 2010، صفحة 20.
51. ↑  Zanotti 2010، صفحة 21.
52. ↑  GAO 2010، صفحات 46-48.
53. ↑  جريدة البناء 2009.
54. ↑  GAO 2010، صفحة 19.
55. ↑  International Crisis Group 2010.
56. ↑  swissinfo 2009.
57. ↑  GAO 2010، صفحات 3.
58. ↑  الجزيرة 2008.
59. ↑  Zanotti 2010، صفحات 21-22.
60. ↑  فرانس 24 2008، صفحة 22.
61. ↑  Zanotti 2010، صفحة 22.
62. ↑  Zanotti 2010، صفحة 23.
63. ↑  Zanotti 2010، صفحة 24.
64. ↑  GAO 2010، صفحة 4.
65. ↑  GAO 2010، صفحة 5.
66. 1 2  International Crisis Group 2010، صفحة 11.
67. ↑  International Crisis Group 2010، صفحة 13.
68. ↑  International Crisis Group 2010، صفحات 11-12.
69. ↑  Perry 2010.
70. ↑  Dermer 2010.
71. ↑  Dermer 2010، صفحة 77.
72. ↑  Dermer 2010، صفحات 77-80.
73. ↑  Hussein 2008.
74. ↑  Hussein 2008، صفحة 44.
75. ↑  القدس العربي 2009.
76. 1 2  Elmer 2010.
77. ↑  Ma'an 2010.
78. ↑  Barrows-Friedman 2010.
79. ↑  Bedein & Kushner 2010.
80. ↑  Bedein 2009.

### المعلومات الكاملة للمراجع
كتب
- Hussein، Ahmad (2008). "Reconstructing the PNA Security Organisations". Entry-points to Palestinian security sector reform. Roland Friedrich, Arnold Luethold. Baden-Baden: Nomos. ISBN:978-3-8329-3530-6. OCLC:185081982. مؤرشف من الأصل في 2016-12-05.
- Lia، Brynjar (2007). Building Arafat's police : the politics of international police assistance in the Palestinian territories after the Oslo Agreement (ط. 1). Reading, UK: Ithaca Press. ISBN:978-1-4294-7796-3. OCLC:666921576. مؤرشف من الأصل في 2023-05-07.
- Zanotti، Jim (2010). U.S. Security Assistance to the Palestinian Authority (PDF). Congressional Research Service Report R40664. مؤرشف من الأصل (PDF) في 2022-12-29.
- Zilber، Neri؛ al-Omari، Ghaith (مارس 2018). State with no Army Army with no State : Evolution of the Palestinian Authority Security Forces 1994–2018. The Washington Institute for Near East Policy. مؤرشف من الأصل في 2022-10-08.

دوريات محكمة
- GAO (مايو 2010). "Palestinian Authority: U.S. Assistance is Training and Equipping Security Forces but the Program Needs to Measure Progress and Faces Logistical Constraints" (PDF). Government Accountability Office Report. GAO-10-505. مؤرشف من الأصل (PDF) في 2023-02-22.
- Thrall، Nathan (14 أكتوبر 2010). "Our Man in Palestine". The New York Review of Books. ج. 15 ع. 57. مؤرشف من الأصل في 2023-04-23. اطلع عليه بتاريخ 2010-10-16.
- International Crisis Group (7 سبتمبر 2010). "Squaring the Circle: Palestinian Security Reform under Occupation". Middle East Report ع. 98: 11. مؤرشف من الأصل في 2023-01-25.
- Dermer، Philip (Spring 2010). "Trip Notes on a Return to Israel and the West Bank: Reflections on U.S. Peacemaking, the Security Mission, and What Should Be Done". Journal of Palestine Studies. ج. 39 ع. 3: 66–81. DOI:10.1525/jps.2010.xxxix.3.66. مؤرشف من الأصل في 2014-05-08. اطلع عليه بتاريخ 2023-05-10.

ويب
- africom (2010). "Commander's Biography". U.S. Africa Command. مؤرشف من الأصل في 2010-09-28. اطلع عليه بتاريخ 2010-10-16.
- Erlanger، Steven (4 أكتوبر 2006). "U.S. Offers Plan to Strengthen Abbas". International Herald Tribune. مؤرشف من الأصل في 2022-11-23. اطلع عليه بتاريخ 2010-10-26.
- Dayton، Lt. Gen. Keith (7 مايو 2009). "Michael Stein Address on U.S. Middle East Policy" (PDF). Program of the Soref Symposium. The Washington Institute for Near East Policy. مؤرشف من الأصل (PDF) في 2023-01-25. اطلع عليه بتاريخ 2010-10-18.
- Dayton، Lt. Gen. Keith. "Full text of General Daytons' speech" (PDF). مؤرشف من الأصل (PDF) في 2023-01-25.
- Issacharoff، Avi (8 أكتوبر 2010). "Keith Dayton to Retire after Five Years of Rebuilding PA Forces". Ha'aretz. مؤرشف من الأصل في 2010-10-25. اطلع عليه بتاريخ 2010-10-16.
- Murphy، Dan؛ Mitnick، Joshua (25 مايو 2007). "Israel, U.S., and Egypt back Fatah's fight against Hamas". The Christian Science Monitor. مؤرشف من الأصل في 2022-10-23. اطلع عليه بتاريخ 2010-10-26.
- Rose، David (أبريل 2008). "The Gaza Bombshell". Vanity Fair. مؤرشف من الأصل في 2023-04-09. اطلع عليه بتاريخ 2010-10-26.
- Ravid، Barak (2 يونيو 2022). "Scoop: Pentagon weighs downgrading rank of U.S. Palestinian security post". Axios. مؤرشف من الأصل في 2023-02-03. اطلع عليه بتاريخ 2022-07-01.
- Department of Defense (3 مارس 2016). "Flag Officer Announcements News Release (No. 474-12)". Department of Defense. مؤرشف من الأصل في 2016-03-03.
- Rod، Marc (24 يونيو 2022). "House lawmakers urge administration not to downgrade Israeli-Palestinian security coordinator". Jewish Insider. مؤرشف من الأصل في 2023-02-04. اطلع عليه بتاريخ 2022-07-01.
- Sciolino، Elaine (13 نوفمبر 2000). "Violence Thwarts C.I.A. Director's Unusual Diplomatic Role in Middle Eastern Peacemaking". The New York Times. مؤرشف من الأصل في 2022-10-10. اطلع عليه بتاريخ 2010-10-18.
- U.S. Air Force (2010). "LIEUTENANT GENERAL MICHAEL R. MOELLER". The Official Website of the U.S. Air Force. مؤرشف من الأصل في 2012-07-16. اطلع عليه بتاريخ 2010-10-16.
- Middle East Newsline (24 يوليو 2010). "U.S. Replaces Security Coordinator for PA". Middle East Newsline. مؤرشف من الأصل في 2011-07-14. اطلع عليه بتاريخ 2010-10-16.
- World Tribune (6 يناير 2011). "New U.S. security coordinator seeks to end 'bad blood' with Palestinian Authority". worldtribune. مؤرشف من الأصل في 2011-01-09. اطلع عليه بتاريخ 2011-04-01.
- senate (2012). "U.S. Senate: Nominations in Committee (Non-Civilian)". www.senate.gov. مؤرشف من الأصل في 2023-04-09. اطلع عليه بتاريخ 2023-05-09.
- Perry، Mark (30 يونيو 2010). "Red Team: CENTCOM thinks outside the box on Hamas and Hezbollah". Foreign Policy. مؤرشف من الأصل في 2010-11-01. اطلع عليه بتاريخ 2010-10-27.
- Elmer، Jon (8 فبراير 2010). "A Prescription for Civil War". Al Jazeera English. مؤرشف من الأصل في 2011-06-24. اطلع عليه بتاريخ 2010-10-27.
- Murphy, Maureen Clare (22 Sep 2010). "Activists face broad PA crackdown in West Bank". The Electronic Intifada (بالإنجليزية). Archived from the original on 2022-11-26. Retrieved 2023-05-10.
- Ma'an (30 مارس 2010). "Lieutenant General Keith Dayton: United States Security Coordinator". Ma'an News Agency. مؤرشف من الأصل في 2010-12-17. اطلع عليه بتاريخ 2010-10-27.
- Barrows-Friedman، Nora (22 سبتمبر 2010). "Activists face broad PA crackdown in West Bank". Electronic Intifada. مؤرشف من الأصل في 2010-11-23. اطلع عليه بتاريخ 2010-10-27.
- Bedein، D.؛ Kushner، A. (25 أغسطس 2010). "Is the U.S. training Israel's enemies?". Jerusalem Post. مؤرشف من الأصل في 2010-09-03. اطلع عليه بتاريخ 2010-10-27.* Bedein، David (2009). "Implications of United States Military Training of Palestinian Security Forces" (PDF). Washington, D.C.: Center for Near East Policy Research Ltd. مؤرشف (PDF) من الأصل في 2011-07-26. اطلع عليه بتاريخ 2010-10-27.

بالعربية
- فرانس 24 (25 أكتوبر 2008). "=قوات امن فلسطينية تنتشر في الخليل". فرانس 24. مؤرشف من الأصل في 2022-07-08. اطلع عليه بتاريخ 2023-05-10.{{استشهاد ويب}}:  صيانة الاستشهاد: أسماء عددية: قائمة المؤلفين (link)
- الجزيرة (3 مايو 2008). "الأمن الفلسطيني يصل جنين وحماس ترفض المس بالمقاومة". الجزيرة.نت. مؤرشف من الأصل في 2023-05-10. اطلع عليه بتاريخ 2023-05-10.* swissinfo (08 أبريل 2009). "عُـقدة اسمها " إعادة بِـناء قوّات الأمن الفلسطينية"". SWI swissinfo.ch. مؤرشف من الأصل في 2021-08-04. اطلع عليه بتاريخ 2023-05-10.
- جريدة البناء (20 يوليو 2009). "تقرير استخباري أميركي نوعي حول الدعم الأمني الأميركيّ للسلطة الفلسطينية والتنسيق مع «إسرائيل» 3/3". جريدة البناء. مؤرشف من الأصل في 2023-05-11. اطلع عليه بتاريخ 2023-05-11.
- دنيا الوطن (15 مارس 2009). "حفل تدشين مركز تدريب الحرس الرئاسي بأريحا". دنيا الوطن. مؤرشف من الأصل في 2023-05-11. اطلع عليه بتاريخ 2023-05-11.
- القدس العربي (28 فبراير 2009). "دايتون متفائل وقبل عرض ميتشل البقاء عامين مع القوات الفلسطينية". القدس العربي. مؤرشف من الأصل في 2023-05-11. اطلع عليه بتاريخ 2023-05-11.

## روابط خارجية
- "U.S. Security Assistance to the Palestinian Authority" (PDF). Congressional Research Service Report R40664. مؤرشف من الأصل (PDF) في 2023-05-11. January 8, 2010.
- "Palestinian Authority: U.S. Assistance is Training and Equipping Security Forces but the Program Needs to Measure Progress and Faces Logistical Constraints". Government Accountability Office Product GAO-10-505. مؤرشف من الأصل في 2022-08-18. اطلع عليه بتاريخ 2011-01-30. May 2010.
- "Squaring the Circle: Palestinian Security Reform Under Occupation". Middle East Report. مؤرشف من الأصل في 2023-01-25. اطلع عليه بتاريخ 2011-01-30. September 7, 2010.
- مرصد | مرصد القطاع الأمني الفلسطيني Marsad - The Palestinian Security Sector Observatory